# Campionati italiani di duathlon del 2006
I Campionati italiani di duathlon del 2006 sono stati organizzati dalla Federazione Italiana Triathlon e si sono tenuti a Ornavasso in Piemonte, in data 22 ottobre 2006.
Tra gli uomini ha vinto Alessandro Alessandri (T.D. Rimini), mentre la gara femminile è andata a Nadia Cortassa ( Fiamme Azzurre).

## Risultati

### Élite uomini
| Pos. | Atleta                  | Società sportiva     | Corsa    | Bici     | Corsa    | Totale   |
| ---- | ----------------------- | -------------------- | -------- | -------- | -------- | -------- |
|      | Alessandro Alessandri   | T.D. Rimini          | 00:31:10 | 01:02:25 | 00:15:45 | 01:49:20 |
|      | Alessio Picco           | Peperoncino Team     | 00:31:11 | 01:02:13 | 00:16:12 | 01:49:36 |
|      | Daniele Ferrero         | T.D. Rimini          | 00:31:08 | 01:02:25 | 00:16:40 | 01:50:13 |
| 4    | Daniel Fontana          | RP Action DDS        | 00:31:43 | 01:02:47 | 00:16:14 | 01:50:44 |
| 5    | Gianpaolo Papes         | Freetime Triathlon   | 00:31:10 | 01:02:22 | 00:17:26 | 01:50:58 |
| 6    | Danilo Brustolon        | Fiamme Oro           | 00:32:24 | 01:02:09 | 00:16:31 | 01:51:04 |
| 7    | Cristiano Sgrazzutti    | Udine Triathlon      | 00:32:43 | 01:01:55 | 00:16:35 | 01:51:13 |
| 8    | Alessandro Lambruschini | Fiamme Oro           | 00:31:12 | 01:02:22 | 00:17:47 | 01:51:21 |
| 9    | Giuseppe De Giacomo     | Minerva Roma         | 00:32:35 | 01:02:16 | 00:16:37 | 01:51:28 |
| 10   | Lorenzo Stefani         | Jhonny Triathlon     | 00:32:51 | 01:01:48 | 00:17:07 | 01:51:46 |
| 11   | Fabio Guidelli          | Jhonny Triathlon     | 00:32:50 | 01:01:54 | 00:18:16 | 01:53:00 |
| 12   | Emilio D'Aquino         | Carabinieri          | 00:33:21 | 01:03:00 | 00:17:26 | 01:53:47 |
| 13   | Matteo Annovazzi        | Peperoncino Team     | 00:34:08 | 01:03:08 | 00:17:17 | 01:54:33 |
| 14   | Matteo Bruletti         | Peperoncino Team     | 00:34:00 | 01:03:21 | 00:17:14 | 01:54:35 |
| 15   | Massimo Torsani         | T.D. Rimini          | 00:34:09 | 01:03:02 | 00:17:39 | 01:54:50 |
| 16   | Daniele Fiumara         | CUS Parma Medel      | 00:34:43 | 01:03:06 | 00:17:17 | 01:55:06 |
| 17   | Massimiliano Locci      | Mens Sana            | 00:34:46 | 01:02:42 | 00:17:54 | 01:55:22 |
| 18   | Luca Villa              | Fiamme Oro           | 00:34:13 | 01:03:21 | 00:18:15 | 01:55:49 |
| 19   | Luca Nascimbeni         | Triathlon Alto Adige | 00:33:17 | 01:03:25 | 00:19:16 | 01:55:58 |
| 20   | Marco Verardo           | CUS Parma Medel      | 00:33:41 | 01:04:59 | 00:17:29 | 01:56:09 |

### Élite donne
| Pos. | Atleta             | Società sportiva               | Corsa    | Bici     | Corsa    | Totale   |
| ---- | ------------------ | ------------------------------ | -------- | -------- | -------- | -------- |
|      | Nadia Cortassa     | Fiamme Azzurre                 | 00:34:58 | 01:10:03 | 00:17:08 | 02:02:09 |
|      | Laura Giordano     | Silca Ultralite                | 00:34:59 | 01:10:08 | 00:17:53 | 02:03:00 |
|      | Beatrice Lanza     | RP Action DDS                  | 00:35:49 | 01:11:48 | 00:18:26 | 02:06:03 |
| 4    | Ljudmilla Di Bert  | Gabbi                          | 00:37:21 | 01:10:28 | 00:19:18 | 02:07:07 |
| 5    | Cristina Giribon   | Fiamme Oro                     | 00:40:29 | 01:12:25 | 00:20:17 | 02:13:11 |
| 6    | Monica Ferrari     | Fumane Triathlon Zenage        | 00:40:29 | 01:12:41 | 00:20:11 | 02:13:21 |
| 7    | Patrizia Dorsi     | Pro Piacenza Team              | 00:40:31 | 01:12:20 | 00:20:41 | 02:13:32 |
| 8    | Lisa Desiderà      | G.P. Triathlon                 | 00:42:04 | 01:11:42 | 00:21:02 | 02:14:48 |
| 9    | Elisabetta Stampi  | CUS Ferrara                    | 00:40:32 | 01:12:38 | 00:22:13 | 02:15:23 |
| 10   | Laura Mazzucco     | Alba Triathlon                 | 00:40:10 | 01:14:22 | 00:23:23 | 02:17:55 |
| 11   | Bruna Cancelli     | Junior Club Triathlon Vigevano | 00:41:24 | 01:15:22 | 00:21:12 | 02:17:58 |
| 12   | Mayte Mascherpa    | Torino 3                       | 00:43:15 | 01:13:39 | 00:21:12 | 02:18:06 |
| 13   | Ada Ventura        | Torino 3                       | 00:40:01 | 01:17:13 | 00:20:58 | 02:18:12 |
| 14   | Maria Angioni      | Torino 3                       | 00:43:17 | 01:14:03 | 00:21:00 | 02:18:20 |
| 15   | Cinzia Arduzzoni   | CUS Parma Medel                | 00:42:50 | 01:14:01 | 00:21:43 | 02:18:34 |
| 16   | Francesca Rebecchi | CUS Parma Medel                | 00:41:18 | 01:16:12 | 00:21:32 | 02:19:02 |
| 17   | Silvia Serafini    | T.D. Rimini                    | 00:42:39 | 01:14:27 | 00:22:03 | 02:19:09 |
| 18   | Jacqueline White   | Torino 3                       | 00:43:18 | 01:13:59 | 00:22:06 | 02:19:23 |
| 19   | Manuela Ascoli     | Minerva Roma                   | 00:42:07 | 01:15:06 | 00:22:17 | 02:19:30 |
| 20   | Marika Ganci       | Fumane Triathlon Zenage        | 00:43:20 | 01:14:07 | 00:22:14 | 02:19:41 |